# آی‌تریپل‌ئی ۸۰۲٫۱۱ان
IEEE ۸۰۲٫۱۱n-۲۰۰۹یکی از استانداردهای IEEE می‌باشد که در دو باند فرکانسی ۲٫۴ و ۵ گیگاهرتز کار می‌کند. این استاندارد علاوه بر افزایش نرخ بیت، تغییرات دیگری هم نسبت به استانداردهای قبل داشته‌است، مانند استفاده از فناوری مایمو، ارتقای رادیویی. در این استاندارد از فناوری MAC نیز استفاده شده‌است.مایمو اساس فناوری استاندارد ۸۰۲٫۱۱n است که با استفاده از تکنیک‌هایی مانند beamforming، مسیر چندگانه و چندآنتن در یک کانال واحد، می‌تواند نسبت دریافت سیگنال به نویز و در نتیجه نرخ انتقال داده را افزایش دهد.
بنابراین انعطاف پذیری بیشتری برای طراحان شبکه‌های محلی بی سیم فراهم می‌کند. تغییرات رادیویی انجام شده در این استاندارد برای افزایش گذردهی شامل افزایش اندازه کانال، نرخ مدولاسیون بالاتر می‌باشد.
۸۰۲٫۱۱n از دو کانال ۲۰MHz و ۴۰MHz استفاده می‌کند. همچنین این استاندارد از روش‌های مدولاسیون متفاوتی برای جریان‌های مختلف استفاده می‌کند. برخی از جریانها از روش QAM ۶۴ و برخی از روش QPSK و برخی از روش مدولاسیون QAM ۱۶ استفاده می‌کنند. استفاده از روشهای مدولاسیون مختلف سبب افزایش تعداد نرخ‌های داده قابل استفاده می‌شود.